# Masao Kusakari
Masao Kusakari (草刈　正雄, Kusakari Masao), né le 5 septembre 1952 à Kokura, est un acteur et chanteur japonais,.

## Filmographie sélective

### Cinéma
- 1974 : Himiko (卑弥呼?) de Masahiro Shinoda
- 1974 : Esupai (エスパイ?) de Jun Fukuda
- 1976 : Frère ainé, sœur cadette (あにいもうと, Ani imōto?) de Tadashi Imai
- 1978 : Le Phénix (火の鳥, Hi no tori?) de Kon Ichikawa
- 1979 : Les Guerriers de l'Apocalypse (戦国自衛隊, Sengoku jieitai?) de Kōsei Saitō : Masakichi
- 1979 : La Maison du pendu (病院坂の首縊りの家, Byōinzaka no kubikukuri no ie?) de Kon Ichikawa
- 1980 : Virus (film, 1980) (復活の日, Fukkatsu no hi?) de Kinji Fukasaku : Yoshizumi
- 1981 : Eijanaika (ええじゃないか?) de Shōhei Imamura : Itoman
- 1999 : Hakuchi, l’idiote (白痴, Hakuchi?) de Makoto Tezuka
- 2019 : Kioku ni gozaimasen (記憶にございません?) de Kōki Mitani : Daigo Tsurumaru

### À la télévision
- 1985 : Sanada taiheiki (真田太平記?) (série télévisée) : Yukimura Sanada
- 2009 : Atashinchi no danshi (アタシんちの男子?) (série télévisée)
- 2016 : Sanadamaru (真田丸?) (série télévisée) : Masayuki Sanada
- 2019 : Natsuzora (なつぞら?) (série télévisée) : Taiju Shibata